# Nagato (schip, 1920)

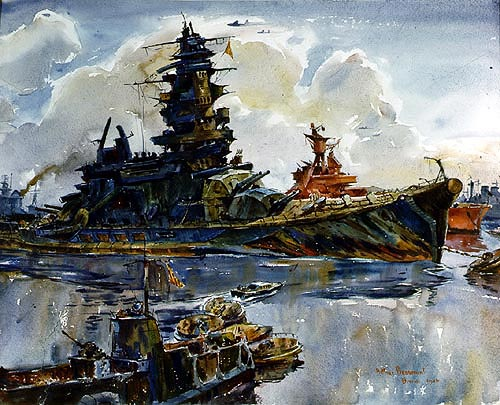
De Nagato in 1946 aan het eind van haar bestaan

De Nagato (Japans: 長門) is een van de twee slagschepen uit de Nagato-klasse, bestaand uit de Nagato en zusterschip de Mutsu. De Nagato werd gebouwd door een marinewerf in Kure en voltooid in 1920. De Mutsu werd gebouwd door een marinewerf in Yokosuka en voltooid in november 1921. De Mutsu en de Nagato waren de eerste schepen met 406mm-kanonnen; ze waren in de periode 1920-1930 de krachtigste oorlogsschepen ter wereld.

## Aanpassingen
Tussen 1934-1935 werden beide schepen gemoderniseerd. De twee oorspronkelijke schoorstenen werden samengevoegd tot één schoorsteen om de rook ver weg te houden van de fokkenmast. Ook werd de achtersteven verlengd tot 224 meter en de breedte veranderd in 34,6 meter. Er werd een driedelige bodem aangebracht voor extra bescherming. Verder werden er nieuwe scheepsmotoren geplaatst. Door deze aanpassingen kwam er veel ruimte vrij, waardoor de Pagodemast kon worden uitgebreid. Er werd nieuw hoofdgeschut geplaatst dat een elevatie had van 43 graden in plaats van 30 graden; hierdoor werd het bereik vergroot van 28.165 meter naar 30.015 meter. Ook het tweede en derde geschut werd enigszins verbeterd. Er kwam een katapult voor drie watervliegtuigen op het dek en de bepantsering van de belangrijkste ruimten werd verzwaard. Na deze aanpassingen konden beide schepen modern worden genoemd.

## Tweede Wereldoorlog
Voor het uitbreken van de oorlog op de Stille Oceaan was de Nagato het vlaggenschip van admiraal Isoroku Yamamoto's vloot. Op 2 december 1941 gaf Yamamoto de opdracht voor de start van de aanval op Pearl Harbor vanaf de Nagato in de haven van Hashirajima. In april 1942 werd de Nagato achter de vliegdekschepen die de Doolittle Raid hadden uitgevoerd aan gestuurd. Maar voordat de schepen van de vloot de vliegdekschepen konden bereiken, waren ze al verdwenen. In mei 1942 voer de Nagato samen met zusterschip de Mutsu en het slagschip Hyuga. Door een explosie in een van de geschuttorens van de Hyuga moesten de schepen al snel terugkeren naar de thuisbasis in Hashirajima. In juni 1942 voer de Nagato met het hoofddeel van de slagschepen tijdens de Slag bij Midway. Dat was samen met de slagschepen de Yamato en de Mutsu, vliegdekschip de Hosho, de lichte kruiser de Sendai en negen torpedobootjagers. De Nagato was getuige van het rampzalige verlies van vier vliegdekschepen tijdens deze slag.
In 1943 werd de Nagato samen met de Yamato en het hoofddeel van de gecombineerde vloot naar het strategische eiland Truk gestuurd om daar snel in actie te kunnen komen tegen de geallieerde aanvallen. Na de evacuatie van Truk in februari 1944 verbleef de Nagato in Lingga in de buurt van Singapore. Daar bleef hij tot hij in de Slag in de Filipijnenzee meedeed. Deze slag liep uit op een ramp, maar de Nagato raakte niet beschadigd. Nog geen vier maanden later vertrok de Nagato vanuit Brunei Bay als onderdeel van admiraal Kurita's centrale vloot voor de Slag in de Golf van Leyte. Dat was een wanhopige strijd om de geallieerden er verder van te weerhouden op deze eilanden te landen.
De Nagato werd in 1946 bij Bikini in het kader van Amerikaanse kernproeven vernietigd.